# Chiesa della Sacra Famiglia (Firenze)

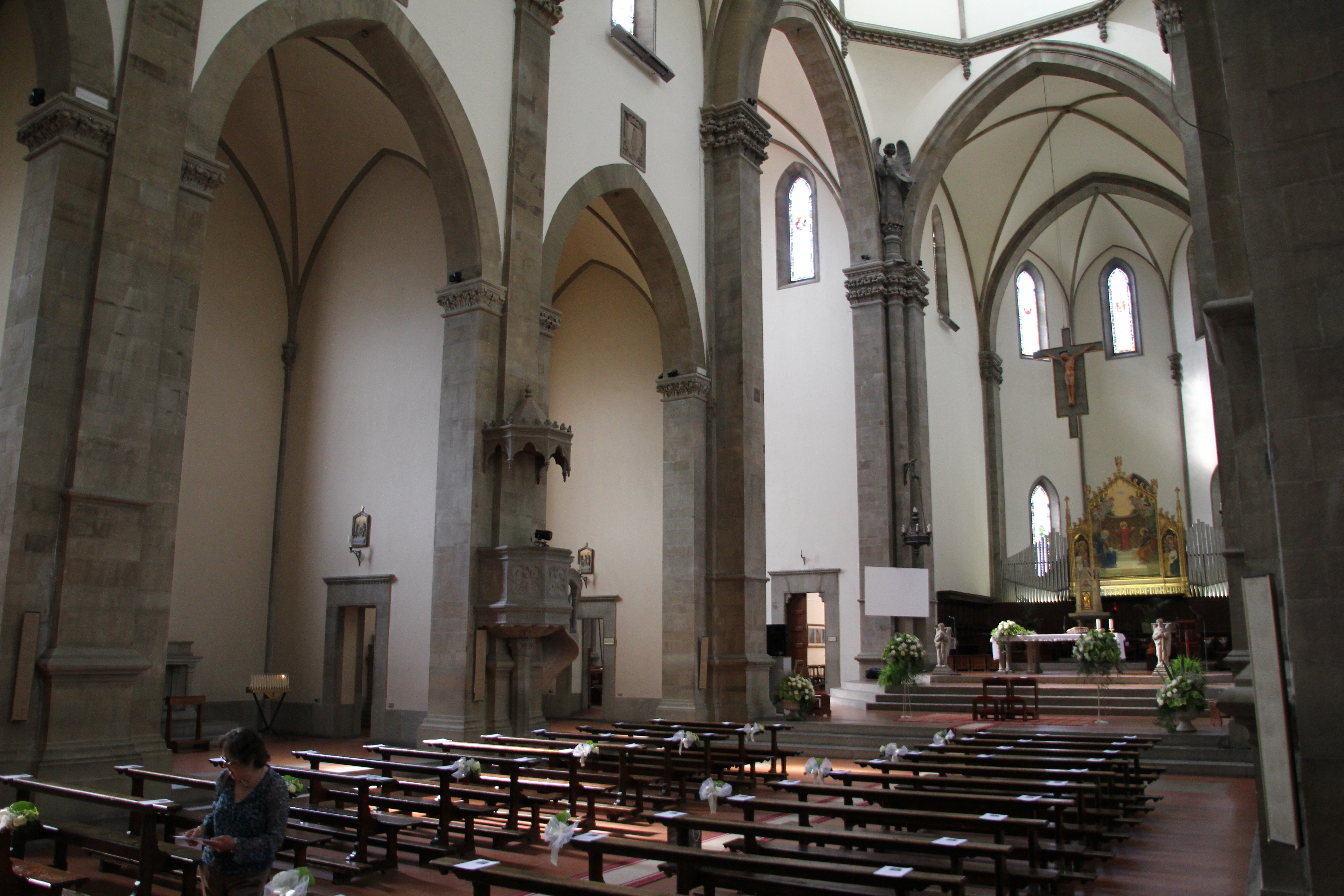
Interno

La chiesa della Sacra Famiglia è un luogo di culto cattolico che si trova in via Gioberti, a Firenze; su di essa insiste l'omonima parrocchia, appartenente all'arcidiocesi di Firenze e affidata ai sacerdoti della Società salesiana di San Giovanni Bosco.

## Storia
La chiesa dei salesiani di San Giovanni Bosco fu realizzata per rispondere sia alle necessità dei religiosi, che nel 1882 avevano fondato un collegio in via fra' Giovanni Angelico e un oratorio in via Cimabue, sia a quelle degli abitanti della zona in espansione.
L'edificio in stile neogotico fu costruito a partire dal 1904 su progetto dell'architetto Pietro Tincolini, il quale si ispirò alla cattedrale di Santa Maria del Fiore; la navata venne completata e inaugurata nel 1922, mentre l'intera costruzione venne portata a termine nel 1930. La chiesa venne aperta al culto l'11 maggio 1930 alla presenza di Ugo Giubbi, vescovo di San Miniato; venne consacrata il 12 maggio dell'anno 1932.

## Descrizione
Il prospetto della chiesa è a salienti, conforme alla struttura interna a tre navate dell'edificio. Nella parte inferiore vi sono tre arcate a sesto acuto, tramite le quali si apre verso l'esterno il pronao. Al di sopra del portale centrale vi è una lunetta ogivale con un dipinto raffigurante la Sacra Famiglia. Nella parte superiore della facciata, in corrispondenza della navata maggiore, si apre un rosone circolare strombato, con intelaiatura marmorea a colonnine e archetti. Le fiancate e la parte posteriore della chiesa sono caratterizzate dalla presenza delle slanciate finestre neogotiche (prevalentemente monofore), alternate a lesene.
All'interno a croce latina, vi è una tavola a fondo oro raffigurante la Sacra Famiglia, opera di Giuseppe Cassioli che in pietra serena scolpì il pulpito ed il fonte battesimale. Di Umberto Bartoli è il Crocifisso ligneo sopra l'altar maggiore e di Galileo Chini la tela con i Discepoli di Emmaus. L'organo a canne è stato costruito nel 1982 dalla ditta Chichi; dispone di 44 registri su tre manuali e pedale, per un totale di circa 3000 canne.